# Tomoharu Yokokawa
Tomoharu Yokokawa (jap. 横川 朝治, Yokokawa Tomoharu; * 10. Mai 1966 in der Präfektur Nagano) ist ein japanischer Skisprungtrainer.
Yokokawa war von Frühjahr 2010 bis 2018 Trainer der japanischen Nationalmannschaft. In dieser Zeit baute er eine starke japanische Mannschaft auf und bewirkte in dieser gleichzeitig einen Generationswechsel, in dem er junge Athleten wie Taku Takeuchi, Junshirō Kobayashi, Reruhi Shimizu, Kenshirō Itō und Shō Suzuki in das Nationalteam eingliederte und sogar teilweise in die Weltspitze führte.